# ويليام إس. غريني
ويليام إس. غريني (بالإنجليزية: William S. Greene)‏ هو سياسي أمريكي، ولد في 28 أبريل 1841 في تريمونت في الولايات المتحدة، وتوفي في 22 سبتمبر 1924 في فول ريفر في الولايات المتحدة. حزبياً، نشط في الحزب الجمهوري. وقد انتخب عضو مجلس النواب الأمريكي.